# XI Axing
 (septembre 2015).
XI Axing (奚阿兴 en Chinois), ou simplement Axing est un peintre chinois né le 28 janvier 1944 à Shanghai, district de Huangpu (上海-黄浦).  
Sa carrière débute en 1978, au moment où les écoles d'art et les associations professionnelles ont été réhabilitées après la révolution culturelle. À l'époque, Axing était un éditeur d'art à la maison d'édition des enfants de Shanghai (the Shanghai Children's Publishing House). Il est rapidement devenu renommé pour ses gravures et peintures à l'huile.  Parmi ses œuvres les plus réputées, citons Sérénade (小夜曲), À la lueur d'une chandelle (烛光, 2001), La Fille et l'Oiseau (少女与鸟), L'Eau et L'Entrepôt.

## Style
Axing peint rarement des personnages réels. C'est dans l'art folklorique chinois qu'il puise principalement son inspiration pour les sujets, couleurs, lignes et formes de ses œuvres, et en particulier dans les figurines d'argile traditionnelle de Wuxi. Il allie subtilement ce contexte avec une touche de modernité, un soupçon de mystère et quelques nuances de maîtres italiens, donnant à son travail un style unique>.

## Expositions
Ses œuvres se trouvent dans divers musées chinois, tels que le Musée des arts de Chine et le Liu HaiSu Art Museum, ainsi que dans des collections privées en Europe et en Amérique.
Axing a participé à de nombreuses expositions nationales et internationales ,:
- 1979 Fifth National Exhibition
- 1980 Fukuoka Asian Art Museum
- 1984 Norwegian International Print Biennial
- 1986 First "Sea Level" Exhibition
- 1989 Norwegian International Print Triennial
- 1990 Bella Italia International Exhibition
- 1990 Reynolda American Modern Art Exhibition
- 1998 Shanghai "One Hundred" Exhibition
- 1998 Shanghai Chinese Painting Academy
- 1999 Ninth National Exhibition of eligible Chinese printmakers Association - awarded the "Lu Xun Printmaking Award"
- 2001 Shanghai Art Exhibition and Awards
- 2001 Jingjiang "Jay" Gallery
- 2003 Third National Oil Painting Exhibition
- 2004 Tenth National Art Exhibition
- 2005 Shanghai Art Exhibition and Awards
- 2006 Shanghai DeKe Erh Art Center[4]
- 2008 Liu Haisu Gallery
- 2013 Beijing Art Museum
- 2017 Chinese Cultural Center of Brussels, Art Museum of Shanghai Chinese Painting Academy, and Museum of Maritime Art [5]